# هوریزون (دوربین)
هوریزون (به انگلیسی: Horizon) یک دوربین عکاسی ساخت شرکت کراسنوگورسکی زاود است.